# Кристјан Јак Петерсон
Кристјан Јак Петерсон (ест. Kristjan Jaak Peterson, швед. Christian Jacob Petersohn; Рига, 14. март 1801 – Рига, 4. август 1822) био је естонски песник и једна од најважнијих личности естонске књижевности с почетка 19. века. Сматра се оснивачем модерне естонске поезије, а дан његовог рођења − 14. март − у Естонији се обележава као „дан естонског језика”.
Студирао је на Универзитету у Тартуу где је са поносом истицао своје естонско порекло (иако су сва предавања била на немачком језику) и кроз свој литерарни рад знатно је доприносио покрету Естонског националног буђења.
Написао је две збирке песама које су штампане тек век након његове смрти. Три његове песме на немачком језику објављене су 1823. године, годину дана након његове смрти. Једно од његових најзначајнијих дела био је превод „Речника финске митологије” (Mythologia Fennica) Кристфрида Ганадера.
Био је познат по екстравагантном облачењу и по филозофским стајалиштима заснованим на античком кинизму. Његове расправе о језику објављене су заједно са обе збирке песама и са личним дневником 2001. године у билингвалној, естонско-немачкој верзији.
Умро је у Риги од последица туберкулозе у 21. години живота.